# 安島太佳由
安島 太佳由（やすじま たかよし、1959年 - ）は日本の写真家。戦跡取材で若い世代に戦争の記憶を語り継いでいく。

## 経歴
- 1959年、福岡県生まれ
- 1981年、大阪芸術大学写真学科卒
- 大日本印刷株式会社写真部、広告制作会社などを経て、
- 1993年、安島写真事務所を設立。
- フリーランスとして活動開始

- 1995年「日本の戦争」をテーマに戦跡取材を開始
- 2010年『若い世代に語り継ぐ戦争の記憶』プロジェクトを開始

- 平成6年度文化庁芸術インターンシップ研修員
- 公益社団法人 日本写真協会会員

- 現在、東京都練馬区に在住

### 個展
- 1983年　「チャイナタウンの人々」　新宿ニコンサロン
- 1990年　「中華人民の素顔」　オリンパスホール
- 1990年　「ナザレの心」　ミノルタフォトスペース
- 1990年　「太陽の船」　コダックフォトサロン
- 1991年　「新疆ウィグル」コニカフォトギャラリー東京・大阪
- 1994年　「中華民族」　オリンパスホール
- 1995年　「トカラ」　銀座ニコンサロン
- 1998年　「戦後50年 東京への旅」　フォトスペース光陽
- 1999年　「東京痕跡」　フォトスペース光陽
- 2002年　「日本戦跡」　フォトスペース光陽
- 2002年　「戦跡が語る、本土決戦」　銀座・大阪ニコンサロン
- 2004年　「記憶のない戦争」　新宿ニコンサロン
- 2005年　「沈黙の風景-戦争の記憶」　辰野美術館
- 2005年　「要塞列島」　コニカミノルタプラザ
- 2006年 　「闇に眠る小笠原」　銀座・大阪ニコンサロン
- 2008年　「京田辺市平和展」　京田辺市コミュニティホール
- 2008年　　写真集「要塞列島」出版記念写真展　アイデムギャラリー「シリウス」
- 2010年　「時代瞑り〜太平洋戦争激戦の島々」銀座ニコンサロン
- 2010年　「上原良司と特攻隊」アイデムギャラリー「シリウス」
- 2010年　「戦後65年特別企画展」なかのゼロホールギャラリー
- 2011年　「上原良司と特攻隊ー調布飛行場から知覧へ」調布市文化会館たづくり南ギャラリー
- 2014年　「物言わぬ証言者　戦争遺跡を訪ねて」堺市　アリオ鳳１階　グリーンコート

### 写真集
- 1999年　『東京痕跡』　安島写真事務所
- 2002年　『日本戦跡』　窓社
- 2004年　『特攻漂流』　窓社
- 2008年　『要塞列島』　窓社
- 2010年　『消滅する戦跡〜太平洋戦争激戦の島々』　窓社
- 2013年　『若い世代に語り継ぐ戦争遺産』安島写真事務所
- 2014年　戦争を知らない若い世代へ『戦争の記憶〜中国･韓国･台湾を訪ねて』安島写真事務所

### 著書
- 2002年　『日本戦跡を歩く』　窓社
- 2003年　『日本の戦跡を見る』　岩波ジュニア新書
- 2009年　『訪ねて見よう！日本の戦争遺産』角川SSC新書
- 2010年　『歩いて見た太平洋戦争の島々』岩波ジュニア新書
- 2010年　ブックレット『上原良司と特攻隊』　安島写真事務所

### 受賞
- 2002年　第8回 平和・協同ジャーナリスト基金賞奨励賞